# Tomáš Jonáš
Tomáš Jonáš (* 28. května 2001) je český fotbalový záložník hrající za Spartu „B“.

## Klubová kariéra
Jonáš s fotbalem začínal v Libochovicích, odkud přestoupil do FK SEKO Louny. Z Loun rok hostoval ve Spartě, která Jonáše v létě 2016 podepsala na trvalý přestup. V září 2019 debutoval ve sparťanské rezervě, nastoupil do nastavení utkání 5. kola ČFL proti Slavii Karlovy Vary. V sezoně 2020/21 začal v rezervě nastupovat pravidelně v základní sestavě, v utkání 7. kola na hřišti Motorletu vstřelil gól. Sezona byla ale záhy ukončena kvůli koronavirové pandemii. Pro sezonu 2021/22 byl zařazen na soupisku rezervy, která vybojovala postup do 2. ligy. Za sparťanský A-tým debutoval 22. září 2021 v utkání 3. kola MOL Cupu na hřišti Líšně, když nastoupil na závěr utkání místo Sáčka.